# التسلسل الهرمي للكنيسة الكاثوليكية
التسلسل الهرمي للكنيسة الكاثوليكية هي تراتبية العاملين بها من مطارنة وأساقفة وكهنة وشمامسة. بالمعنى الكنسي،   تعرف «التسلسل الهرمي» بأنها «النظام المقدس» للكنيسة، والتي هي كجسد المسيح، يجب أن تصل للوحدة عن طريق احترام التنوع في المواهب الروحية والكهنوت. (1 كو 12)
في الاستعمال الكنسي والاستخدام العام، فإنه يشير إلى أولئك الذين يمارسون السلطة في الكنيسة المسيحية. في الكنيسة الكاثوليكية، يمتلك الأساقفة السلطة بشكل أساسي، بينما يساعدهم الكهنة والشمامسة. وبناء على ذلك، فأن مصطلح «التسلسل الهرمي في الكنيسة الكاثوليكية» يقد يستخدم للإشارة إلى الأساقفة وحدهم.
اعتبارا من 31 كانون الأول / ديسمبر 2014، تنتظم الكنيسة الكاثوليكية في أبرشيات يصل عددها إلى 2,998 أبرشية   يرأسها أسقف يعين بشروط خاصة من قبل البابا. وتتألف كل أبرشية من مجموعة رعيات تمتلك كل واحدة منها كنيسة أو مبنى للصلاة وقسيس. يدير البابا الأساقفة بشكل أساسي عن طريق تشريع عام، وتنشغل حكومته المؤلفة من ثلة من الكرادلة بأمور ذات أهمية عامة، كالإرساليات والعلاقات الدولية.
تتقاطع مع الحدود الأبرشية تنضيمات رهبانية للرجال والنساء، يكون مجال عملها الحياة الديرية والأنشطة غير الرعوية وأيضاً في المدارس. وتدير الجماعات الرهبانية عادةً إرساليات في الخارج ومستشفيات ومؤسسات تعليمية مختلفة المستويات. ويعتمد أعضاءها بشكل رئيسي على المعونات، بينما يعتاش قساوسة الكنائس المحلية من رواتب ثابتة يحددها الأسقف. والسواد الأعظم من رجال الدين الكاثوليك هم من القساوسة، يدربون عادة من أربع إلى ست سنوات في معاهد لاهوتية تتبع أبرشية المنطقة أو جماعة رهبانية أو الفاتيكان. لايسمح لرجال الدين الكاثوليك بالزواج (مع وجود استثناءات في الكنائس الكاثوليكية الشرقية التي تبيح زواج الكهنة). عادة، ورعاية الرعية منوط كاهن، على الرغم من أن هناك استثناءات. ما يقرب من 22 ٪ من جميع الأبرشيات لا يكون مقيما القس، 3,485 الرعايا في جميع أنحاء العالم يعهد الشماس أو وضع وزير الكنسية.
يمكن لكل رجال الدين، بما في ذلك الشمامسة والكهنة

## الأسقف
يملك الأساقفة حق تنفيذ كل الطقوس والأوامر، وهم يعتبرون كمجموعة، تمى مجمع الأساقفة، خلفاء الرسل و «يمثلون الكنيسة». في عام 2012 كانت هناك 5,133 أسقف كاثوليكي. وفي نهاية عام 2014، أصبح هناك 5,237 أساقف كاثوليك. إن البابا نفسه هو أسقف ويعتبر أنه أسقف روما)و تقليديا يستخدم تحية «المكرم الأخ» عند كتابة رسالة رسمية إلى الأسقف آخر.
الدور التقليدي للأسقف هو توفير الحوكمة الرعوية للأبرشيات الوهم ولهم سلطة طبيعية من دون تفويض على الأبرشية.
يحق لأساقفة البلاد أو المناطق تشكيل مجمع كنسي الذي يجتمع بشكل دوري لمناقشة المسائل المطروحة، ولا سيما القداس. قرارات المجمع ملزمة على الأساقفة عندما يوافق عليها ما لا يقل عن ثلثي الأعضاء ووبعد الحصول على موافقة الكرسي الرسولي.

### البابا (أسقف روما)

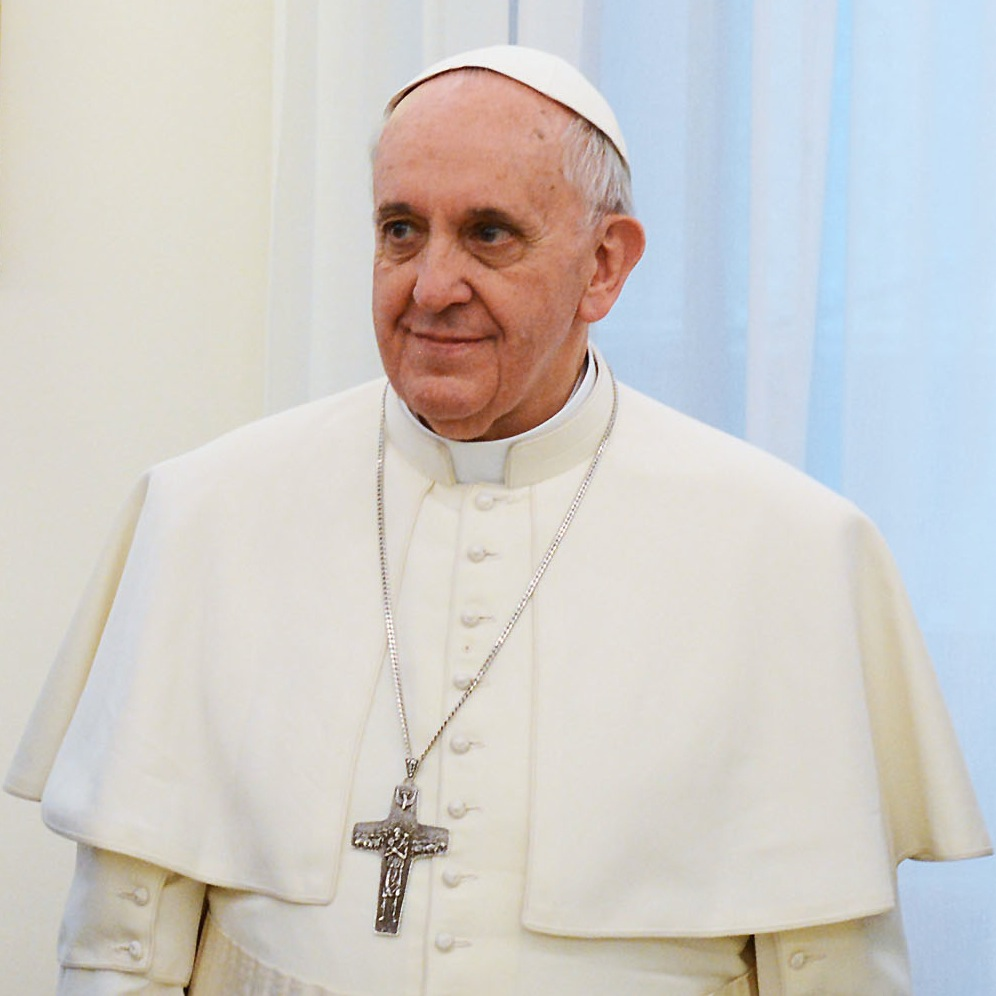
أسقف روما، البابا فرنسيس

البابا هو أسقف روما. وهو أيضا بحكم ذلك المنصب: نائب يسوع المسيح، خليفة أمير الرسل، الحبر الأعظم للكنيسة الجامعة، بطريرك الكنيسة اللاتينية، الأسقف الرئيس في إيطاليا، رئيس الأساقفة ومتروبوليت روما، رئيس دولة مدينة الفاتيكان، خادم عبيد الله. 

#### المسميات والصفات والمهام
«البابا» هي صفة  تشريفية وليست وظيفة أو مسمى وتعنى «الأب» (الصفة المشتركة لجميع رجال الدين الكاثوليك). بداء باستعمال صفة البابايالتشريفية في أوائل القرن الثالث الميلادي وكانت تطلق على أي أسقف غربي. يعود استعمالها في الأصل إلى أيام الإغريق حين استعملت في ملحمةالأوديسة التي كتبها هوميروس. في القرن السادس، حصر الديوان الإمبراطوري في القسطنطينية اطلاق اللقب على أسقف روما. وفي القرن الحادي عشر، أصبح إطلاق اللقب على أسقف روما ثابتا بأمر رسمي من قبل البابا غريغوري السابع.[بحاجة لمصدر]

#### انتخاب البابا
لمجمع المغلق هو الطريقة الرسميّة والمعتمدة منذ القرن الثاني عشر لانتخاب بابا الكنيسة الكاثوليكية، الجذر اللغوي في أغلب اللغات الأوروبية يأتي من كلمة كونكلاف اللاتينية التي تعني «المجمع المغلق»، وباتت تطلق على الخلوة الانتخابية الخاصة لانتخاب البابا. نشأت طريقة المجمع المغلق، لحث الكرادلة على الإسراع في مهمتهم ومنعًا لإطالة فترة شغور الكرسي الرسولي وما يرافق ذلك من نشوء خصومات ومنافسات وتضعضع في الأجهزة الإدارية وفقدان الثقة كما يرى المطران حبيبي باشا، كما أنها كانت في السابق وسيلة فعالة لتحاشي ضغوط الأباطرة كما كان يجري في القرون الوسطى المبكرة، وإن فشل المجتمع بتلافيها كليًا.
من المفترض، أن المجمع يحاط بسريّة كاملة، فلا يشترك به أحد سوى الكرادلة الناخبين وبعض الأطباء والمعاونين. ويمنع على الكرادلة الاتصال بالعالم الخارجي خلال انعقاد المجمع ويتلو جميع الحاضرين قسمًا بهذا الخصوص، بيد أن ذلك لم يمنع من ظهور تقارير وتكهنات حول المجامع المتتابعة وأحداثها، علمًا أنه من حق الكرسي الرسولي إماطة اللثام عن بعض أحداثها. وينظم شؤون المجمع قانون خاص أصدره البابا يوحنا بولس الثاني عام 1996 وهو نسخة عدلت تعديلات طفيفة لقانون سابق كان قد أصدره البابا بولس السادس عام 1975 الذي بدوره يعتبر قانونه تعديلاً لقانون بيوس الثاني عشر عام 1974، أما أقدم قانون فهو قانون الانتخاب الصادر عام 1274. وقد أجرى البابا بندكت السادس عشر بضعة تعديلات على القانون الانتخابي عام 2007. ولا يشترك في عملية الانتخاب سوى الكرادلة الذين لم يتجاوزوا الثمانين من العمر، وبموجب الدستور الرسولي فإن عدد الكرادلة الناخبين لا يجوز أن يتجاوز 120 كاردينالاً موزعين من جميع قارات العالم. 
مثل جميع الأساقفة، يحق للبابا الاستقالة. أفضل الحالات المعروفة هي تلك البابا سلستين الخامس في 1294, البابا غريغوري الثاني عشر في 1415 والبابا بنديكتوس السادس عشر في عام 2013. حوالي 10 ٪ من جميع الباباوات اليسار أو تم عزله من منصبه قبل الموت.

### البطاركة
يطلق لقب البطرك على رؤساء بعض الكنائس التي يكون تحت سلطتها العديد من الإبرشيات.
البطاركة الذين يرأسون كنائس مستقلة خاصة هم:
- بطريرك الأقباط الكاثوليك في الإسكندرية (القبطية الكاثوليكية)[17]
- البطريرك الأنطاكي للروم الملكيين الكاثوليك (الروم الملكيين للكنيسة الكاثوليكية)[18]
- البطريرك المارونية لكنيسة أنطاكية (الكنيسة المارونية)[19]
- بطريرك الكنيسة السريانية الكاثوليكية في أنطاكية (السريانية الكاثوليكية)[20]
- بطريرك الكنيسة الأرمنية في كيليكيا (كنيسة الأرمن الكاثوليك)[21]
- بطريرك الكلدان الكاثوليك في بابل (الكلدانية الكاثوليكية)[22]

وللبطاركة السلطة على أساقفة  الكنيسة خاصة بهم، بما في ذلك المطارنة، وعلى رعاياهم المؤمنين. للبطاركة الكاثوليك الشرقيين الأسبقية على سائر الأساقفة، مع استثناءات يحددها البابا. اللقب الفخري المعتمد في أسمائهم هو «صاحب الغبطة».
هناك أيضا بطاركة اسميين في الكنيسة اللاتينية الذين يحملون اللقب بشكل فخري لكن لا يملكون صلاحية البطارقة الحقيقيين لأسباب تاريخية مختلفة. من هؤلا البطاركة: بطريرك اللاتين في القدس، بطريرك البندقية، بطريرك لشبونة  وبطريرك جزر الهند الشرقية. الروم الملكيين، البطريرك بشارة بطرس الراعي
| النوع     | الكنيسة   | البطركية           | البطرك                              |
| --------- | --------- | ------------------ | ----------------------------------- |
| مستقلة    | القبطية   | الإسكندرية         | البطريرك إبراهيم الأول إسحق         |
| مستقلة    | إنطاكية   | البطريرك يوسف عبسي |                                     |
| مستقلة    | المارونية | إنطاكية            |                                     |
| مستقلة    | السريانية | إنطاكية            | البطريرك إغناطيوس يوسف الثالث يونان |
| مستقلة    | الأرمنية  | قيليقية            | البطريرك غريغري بتروس العشرين       |
| مستقلة    | الكلدانية | بابل               | البطريرك لويس روفائيل الأول ساكو    |
| بطرك فخري | اللاتينية | القدس              | المقعد خالي                         |
| بطرك فخري | اللاتينية | الهند الشرقية      | البطريرك فيليب نييري فيراو          |
| بطرك فخري | اللاتينية | لشبونة             | الكارينال مانويل كليمنت             |
| بطرك فخري | اللاتينية | البندقية           | البطريرك فونشيسكو مورغاليا          |
| غير معتمد | اللاتينية | الإسكندرية         | الغي العام 1964                     |
| غير معتمد | اللاتينية | إنطاكية            | الغي العام 1964                     |
| غير معتمد | اللاتينية | القسطنطينية        | الغي العام 1964                     |
| غير معتمد | اللاتينية | الهند الشرقية      | خالي منذ عام 1963                   |
| غير معتمد | اللاتينية | أكيليا             | الغي العام1751                      |
| غير معتمد | اللاتينية | غرادو              | نقل إلى البندقية عام 1451           |

### كبار الأساقفة

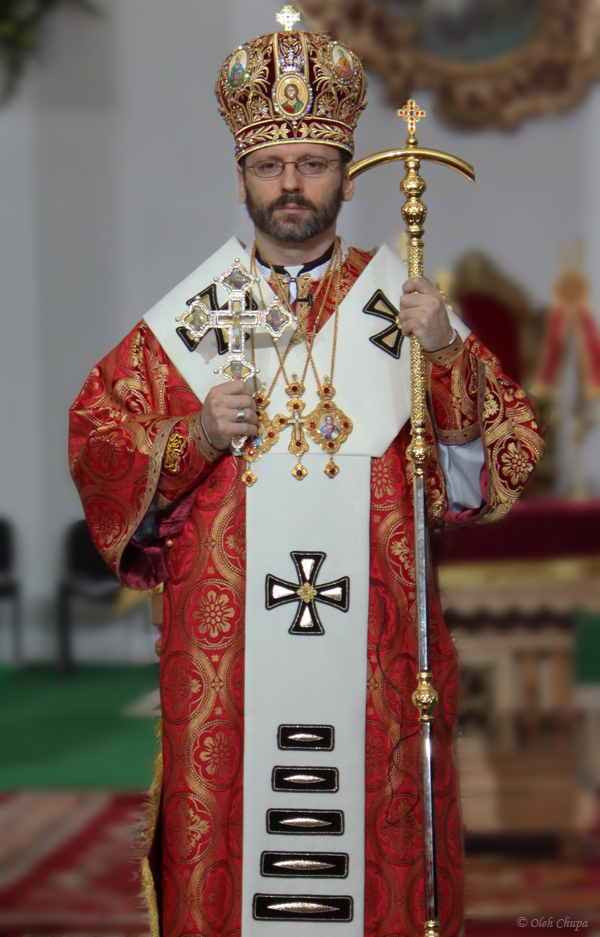
hglxnhk سفياتوسلاف شيفيتشوك، كبير أساقفة كييف–غاليسيا

هناك كنائس مستقلة برئاسة كبير الأساقفة (أو كبير المطارنة). مع استثناءات قليلة، فإن سلطة كبير الأساقفة تعادل سلطة البطريرك في الكنيسة. تأسس هذا النظام الكنسي في عام 1963 ليطبق على الكنائس الشرقية الكاثوليكية التي وصلت إلى استقرار وحجم كبير مما يسمح لها بالحكم الذاتي الكامل لكن تاريخ الكنيسة، أو ظروفها السياسية لا تسمح لها الارتقاء إلى درجة البطريركية. والجدير ذكره أن اكنيسة الملنكار الكاثوليك تستخدم لقبكاثوليكوس للدلالة على أسقف الكنيسة الكبير.
في الوقت الحاضر، هناك أربعة كنائس تعتمد نظام كبير الأساقفة:
| الأبرشية            | البلد | الكنيسة              | المطران                          |
| ------------------- | ----- | -------------------- | -------------------------------- |
| ارناكولام-أنغامالي  |       | -السريانية مليبار    | الكاردينال جورج النشيري          |
| فاغاراس وألبا يوليا |       | الرومانية            | الكاردينال لوسيان مورشان         |
| كييف–غاليسيا        |       | الأوكرانية           | كبير الأساقفة سفياتوسلاف شيفتشوك |
| تريفاندروم          |       | -السريانية الملنكارا | الكاردينال باسيلسوس كليميس       |

### الكرادلة

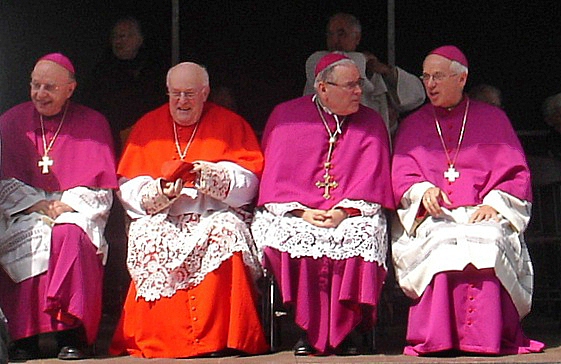
كاردينال (الثاني من اليسار) و أساقفة

الكرادلة هم أمراء الكنيسة المعينين من قبل البابا لرئاسة إحدى دوائر الإدارة البابوية أو للقيام بالمهام الأسقفية في العالم. ككل، يشكل مجموع الكرادلة ما يعرف بمجمع الكرادلة التي تقدم النصح والإستشارة للبابا. ويقوم الكاردينالات الذي لا يتجاوز عمرهم الثمانون بانتخاب البابا الجديد عندما يخلو الكرسي البابوي بسبب الوفاة أو الاستقالة.وهم يرتدون القبعة والثوب الحمروين للدلالة على معنى الإستشهاد في الكنيسة.
ليس كل الكرادلة هم أساقفة. من أمثلة كرادلة القرن الواحد والعشرين والذي لا يملكون صفة أسقف هم مينيكو بارتولوتشي، كارل جوزيف بيكر، روبرتو توتشي وألبرت فانهوي. في القانون البابوي لعام 1917 أصبح أحد شروط الحصول على الكاردينالية أن يكون المرشح كاهنا على الأقل. بينما سابقاكان يكفي أن يكون أقل من ذلك. وكان أخر الكرادلة الذين لم يملكون صفة الكهنوت هو تثودولفو ميرتيللذي توفي في عام 1899. في عام 1962، وضع البابا يوحنا الثالث والعشرون قاعدة قانونية كنسية تشترط أن الترشيح إلى رتبة الكاردينال أن يكون المرشح قد كرس كمطران على الأقل إن لم يكن بالفعل مطرانا.  لكن طلب البعض إعفائه من هذا الشرط. فمن النادر أن يعين البابا كرادلة هم كهنة فقط ولم يكرسوا كأساقفة.

## وصلات خارجية
- شرح للهرمية
  - الكتاب الثاني: شعب الله الكتاب الثاني. دي بوبليو دي، الجزء الثاني: الهرمية الدستور من مدونة القانون الكنسي على الكرسي الرسولي الموقع الرسمي
  - الموسوعة الكاثوليكية «التسلسل الهرمي» المادة
    - باري، جون. (2001). إيمان واحد، رب واحد: الدراسة الأساسية للمعتقد الكاثوليكي.  جيرارد ف. بومباك، محرر (ردمك 0-8215-2207-8).
- الدليل
  - Catholic-Hierarchy.org. قاعدة بيانات الأساقفة وأبرشيات الكنيسة الكاثوليكية الرومانية. أنه يحتوي على الجغرافية والهيكلية التنظيمية في معالج للمعلومات في كل الأبرشيات الكاثوليكية في العالم، بما في ذلك الكنائس الشرقية الكاثوليكية التي تتواصل مع الكرسي الرسولي، مثل الكنيسة المارونية أو كنيسة سريان المليبار. كما انه يعطي معلومات عن السيرة الذاتية الحالية والسابقة لأساقفة كل أبرشية، مثل تواريخ الميلاد، وتنسيقات و (عند الاقتضاء) الموت.